# Arčinski jezik
Arčinski jezik (archi, archin, archintsy, arshashdib, archsel, archib; ISO 639-3: aqc), jezik s juga Dagestana kojim govore Arčinci, narod lezginske jezične skupine, šire istočnokavkaske skupine sjevernokavkaskih jezika
Govori se u osam sela uz rijeku Risor. 1200 (Korjakov, 2006.); etnička populacija: 1000 (A. E. Kibrik, 1990.). Služe se i avarskim [ava] ili ruskim [rus]. Avarski služi i kao literalni jezik.

## Glasovi
91: p: ? "t: k: ph "th kh b "d g p' "t' k' "tsh tSh "ts' tS' "ts': tS': qX qX9 qX' qX9' qX': qX9': "tlFh "tlF' X X9 H h X: X9: RF RF9 9 "s S "s: S: "z Z "hlF "hlF: "lF m "n "rr "l j w kW: "tWh kWh "dW gW kW' "tsW' tSW' qXW qXW9 qXW' qXW9' "tlFWh "tlFW' XW XW9 XW: XW9: RFW RFW9 "sW SW "sW: "zW ZW "hlFW "hlFW: i "e a "o u i9 "e9 a9 "o9 u9 "tsWh tSWh SW:

## Vanjske poveznice
- Ethnologue (14th)
- Ethnologue (15th)

- Ethnologue (14th)
- Ethnologue (15th)